# Рылеев, Александр Николаевич
Алекса́ндр Никола́евич Рыле́ев (1778—1840) — российский полковой и бригадный командир Отечественной войны 1812 года, командир Павлоградского 2-го лейб-гусарского полка, военный губернатор Лаонского и Арденнского департаментов, командир 1-й бригады 1-й драгунской дивизии, генерал-майор Русской императорской армии.

## Биография
Родился в семье древнего тверского рода в 1778 году. Отец: Николай Егорович Рылеев (ок. 1741 — не ранее 1821) — статский советник, секунд-майор, уроженец Тульской губернии, мать: Анна Ивановна (урождённая Бетелева) (ок. 1755 — неизв.). Отец в 1780 году — казначей, с февраля 1780 года — воевода города Цивильск Казанской губернии, в 1784—1798 годах — городничий. В 1802—1809 годах — цивильско-ядринский предводитель дворянства. Владел поместьем в Цивильском, Чебоксарском, Тетюшском уездах Казанской губернии, а также в Симбирской губернии (всего 237 крестьян обоего пола). 

После домашнего обучения Александр Николаевич поступил 24 мая 1794 года в лейб-гвардии Преображенский полк сержантом. В мае 1796 года переведён вахмистром в учреждённый Императрицей Екатериной в 1762 году Кавалергардский корпус. В конце декабря 1796 года зачислен в Лейб-гвардии Гусарский Его Величества полк (до 1812 года — Лейб-Гусарский полк) эстандарт-юнкером. Уже в сентябре 1798 года произведён в корнеты.
Боевую деятельность начал в Русско-австро-французской войне 1805 года будучи ротмистром в своём полку. В сражении при Аустерлице был ранен в руку, за отличие удостоен ордена святой Анны 3 класса. По окончании кампании А. Н. Рылеев 27 июля по болезни уволен от службы с награждением чином полковника.
В отставке пробыл менее двух лет и 27 февраля 1808 года вновь поступил на службу с прежним чином подполковника в Павлоградский гусарский полк. В 1809 году с двумя эскадронами полка был командирован для усмирения крестьян в Меличицах (на границе Гродненской губернии Брест-Литовского уезда), восставших против своего владельца Цукербекера. Своими благоразумными и спокойными распоряжениями Рылеев восстановил порядок. В 1810 году был командирован в Ровенское и Чудновское рекрутское депо для надзора за обучением рекрутов и повысил уровень подготовки всех рекрутов до знания кавалерийской службы, надлежащей выправки и без потерь личного состава.
30 августа 1811 года произведён в полковники. В январе 1812 года назначен командиром Павлоградских гусар. С началом Отечественной войны 1812 года определён состоять при Великом Князе Константине Павловиче и был командирован для осмотра рекрутских депо: Азовского, Бахмутского, Изюмского, Павлоградского, Таганрогского и Чигиринского, а также для выбора из них в кавалерию оставшихся по болезням рекрутов, затем был послан для формирования восьми эскадронов гусар и драгун в Новороссийских рекрутских резервах.
В конце 1812 года был направлен в свой Павлоградский 2-й лейб-гусарский полк и прибыл уже после переправы армии Наполеона через Березину. Участвовал в боях с французами под Кобриным, Березой, Пружанами и Брестом, где был ранен в левую руку и 2 декабря 1812 года отбыл на лечение. После лечения вернулся в действующую армию и был определён состоять в корпусе генерал-лейтенанта графа М. С. Воронцова. Участвовал в сражениях при Гросс-Беерене и Денневице. В сражении при Гросс-Беерене 11 (23) августа, в котором Удино был разбит и отступил к Виттенбергу, Рылеев с тремя казачьими полками был направлен к Гребену и удерживал в узком проходе местности в течение суток более 8000 солдат противника, наступавших на Гросс-Беерену, а затем преследовал отступавших после сражения французов. В сражении при Денневице 25 августа (6 сентября) 1813 года, в котором Ней потерпел поражение и отступил в Торгау, Рылеев прикрывал артиллерию, обеспечивая тем самым победу сражения. Был награждён орденом святого Владимира 4-й степени с бантом, а 15 сентября 1813 года произведён в генерал-майоры.
В Битве под Лейпцигом с 4-го по 6-е октября Рылеев был направлен с 2 эскадронами гусар и двумя орудиями конной артиллерии выбить французов из селения Таука, занятого двумя батальонами пехоты. Рылеев успешно исполнил это задание, занял селение, преследовал отступавших французов картечными выстрелами и взял много пленных, за что и был награждён орденом святой Анны 2-й степени, а лично от Блюхера получил орден Красного Орла 2-й степени. После этого сражения Рылеев был командирован корпусным генералом бароном Винценгероде во Франкфурт-на-Одере для принятия пяти эскадронов кавалерийского резерва и шести пехотных батальонов.
При наступлении русских войск в 1814 году под начальством графа Воронцова во Франции, Рылеев шел в авангарде этих войск, командуя казаками. Дойдя до Ротеля вытеснил французов, укрывшихся в крепости Седане, и упорно удерживал каменный мост на реке Эн у Бери-о-Бак 22 февраля (6 марта) 1814 года. Участвовал в блокаде Седана и в сражениях при Краоне и Лаоне, где картечью был ранен в правую руку и награждён золотой шпагой «За храбрость» с алмазами. По настоянию Блюхера был назначен военным губернатором Лаонского и Арденнского департаментов. Исполнял эти обязанности до вступления русских войск в Париж 19 (31) марта и заключения первого мирного Парижского трактата 18 (30) мая 1814 года. После окончания военных действий находился в корпусе Воронцова. В октябре 1815 года назначен состоять помощником начальника 3-й драгунской дивизии. 12 декабря 1816 года принял командование 1-й бригадой 1-й драгунской дивизии. Вместе с корпусом в 1818 году вернулся в Россию из Франции.
В связи с параличом правой руки и ноги, проблемами с речью, по Высочайшему повелению 25 июля 1818 года назначен состоять по кавалерии без должности. Ему было пожаловано 3000 десятин земли в Саратовской губернии с сохранением получаемого по чину жалованья. 
С 1829 года исполнял должность председателя военного суда при Петербургском Ордонанс-Гаузе. Высочайшим приказом 3 октября 1829 года Рылеев был уволен в отставку по нездоровью. 
В 1833 году выслан из Санкт-Петербургской губернии в Саратов (выехал в 1836 году). Его имение в Цивильском (деревни Улёшево, Старосёлка, выселок Три Избы), Чебоксарском (село Кушниково, деревня Шульгино), Свияжском и Тетюшском (село Никифорово) уездах (всего 150 крестьян мужского пола) в 1831 году было взято в опеку за жестокое обращение с крестьянами. 
Последние годы жил в Саратове, где и умер.В 1842—1844 году наследники осуществили семейный раздел имущества.

### Семья
Рылеев был женат дважды:
- Первая жена — Елизавета Михайловна, урожденная Осокина. Дети: 
  - Пётр Александрович (ок. 1803 — после 1868) — коллежский регистратор, в начале 1830-х годов — чиновник департамента разных податей и сборов Министерства финансов. Владел имением в Чебоксарском, Цивильском и Тетюшском уездах (всего 300 крестьян обоего пола).
  - Николай Александрович (ок. 1806 — 20.9. 1842) — штабс-капитан в отставке, в 1830-е годы — дивизионный инженер, поручик 12-й артиллерийской бригады, прикомандированный к Киевскому арсеналу. Награждён орденами Святой Анны 3-й и 4-й степ. Помещик Чебоксарского уезда (в 1834 — 130 крестьян обоего пола)[3].
  - Анна Александровна,
  - Любовь Александровна.
- Вторая жена — имя неизвестно. Дочь:
  - Александра Александровна.